# TSV Hartberg (volley-ball féminin)
TSV Hartberg Volleyball est un club autrichien de volley-ball fondé en 1985 et basé à Hartberg, évoluant pour la saison 2016-2017 en 1. Bundesliga Damen.

## Palmarès
- Coupe d'Autriche
  - Finaliste : 2010, 2012, 2013.

## Effectifs

### Saison 2013-2014
Entraîneur : Borislav Bujak  Autriche